# Speciální čarodějnický díl (14. řada)
Speciální čarodějnický díl (v anglickém originále Treehouse of Horror XIII) je 1. díl 14. řady (celkem 292.) amerického animovaného seriálu Simpsonovi. Scénář napsali Marc Wilmore, Brian Kelley a Kevin Curran a díl režíroval David Silverman. V USA měl premiéru dne 3. listopadu 2002 na stanici Fox Broadcasting Company a v Česku byl poprvé vysílán 7. září 2004 na stanici ČT1.

## Děj
Epizoda je rozdělena na tři části: Pošlete klony (Send in the Clones), Právo shnít a děsit (The Fright to Creep and Scare Harms) a Ostrov doktora Dlahy (The Island of Dr. Hibbert).

### Úvod
Ned se spolu se Simpsonovými snaží vyvolat ducha Maude Flandersové. Do místnosti vejde Bart převlečený za Maude. Pak se ale nad ním objeví opravdový duch Maude.

### Pošlete klony
Homer si lehne na zahradě do svého hamaku s pivem. Pak za ním přijde Marge se seznamem úkolů. On si ale chce nejprve odpočinout. V tom mu praskne jeho hamak. Naštěstí jde dnes hamakář o něco dřív, tak si od něj Homer koupí nový. Obchodník ho ale varuje, že to není obyčejný hamak. Homer si lehne, ale hamak se roztočí a vypadne z něj Homer a jeho klon. Jediný rozdíl mezi nimi je, že klon nemá pupík a penis. Homer mu dá za úkol udělat věci ze seznamu. Při opravě elektriky ale umře. Homer si tedy udělá nového klona. Ten vymyslí, že kdyby bylo více klonů bude více udělané práce. Homer má posléze tři klony a časem si jich vytvoří mnohem více. Dokonce pak udělá snídani pro celou rodinu. Při snídani za ním přijde Ned, aby mu vrátil pilu, kterou mu Homer zcizil. Pošle jednoho ze svých klonů, ten ho ale místo toho zabije. Homer se rozhodne svých klonů zbavit. Odveze je všechny za město a nechá tam s nimi i kouzelný hamak.
Tisíce a tisíce Homerů běží krajinou a snědí a vypijí vše, na co přijdou. Bar U Vočka hlásí rekordní tržby. Líza dostane nápad, že by je mohli nalákat na obří koblihy do rokle, kde se zabijí pádem, protože budou následovat právě koblihy. Večer Marge zjistí, že její Homer nemá pupík.

### Právo shnít a děsit
Bart a Líza pohřbívají na hřbitově zesnulou rybku Goldie. Cestou zpět si Líza všimne náhrobku Williama Bonneyho, který byl zastřelen v roce 1881 ve věku 21 let. Na náhrobku je také napsáno: „Sním o světě beze zbraní.“. Líza se rozhodne všechny přesvědčit, aby byly zbraně zakázány. To se jí povede. Když začnou obyvatelé slavit svět beze zbraní, vyleze ze svého hrobu William Bonney. Spolu se svými kumpány Frankem a Jessie Jamesovými, Sundance Kidem a císařem Vilémem se objeví ve městě. Tam všem oznámí, že jeho známější jméno je Billy the Kid. Protože jsou jediní, kdo má ve městě zbraně, začnou šikanovat obyvatele. Profesor Frink sestrojí stroj času a Homer se vrátí zpět, kde lidem oznámí, aby se zbraní nevzdávali. Pak se objeví další Homer z budoucnosti, kde ozbrojené násilí zničilo celou Zemi. Pak tohoto Homera Vočko zastřelí.

### Ostrov doktora Dlahy
Simpsonovi letí na ostrov doktora Dlahy, ten nyní poskytuje dovolenou. Marge se v noci vydá na prohlídku. V džungli najde Dům bolesti. V tom ji ale chytí doktor Dlaha a udělá z ní kočku. Ta se vrátí k Homerovi a po sexu uteče. Homerovi to přijde divné, tak se také vydává do džungle. V domě bolesti najde Neda, který ho požádal, aby ho podojil. Vydají se spolu dále do lesa, kde najdou mnoho obyvatel Springfieldu proměněných na zvířata. Jsou tam Bart, Líza i Maggie. Pak se tam objeví doktor Dlaha a Homer se přihlásí také, protože se bude moci celý den válet a pářit. Stane se z něj mrož.

### Závěr
Objeví se Kang a Kodos ve své lodi na oběžné dráze Země a koukají na ostrov doktora Dlahy ve tvaru lebky. Říkají, že vypadá jako jejich číslice 4.

## Produkce
Jedná se o první Speciální čarodějnický díl, který v úvodu obsahuje „Treehouse of Horror“ místo „The Simpsons Halloween Special“. 
Jedná se také o jeden z prvních dílů, v němž byl jako důkaz konceptu použit digitální inkoust a barva, což vedlo k rozhodnutí nechat převést animaci Simpsonových z tradičního cellu na digitální inkoust a barvu. Byla to dobrá epizoda k otestování techniky kvůli pasážím klonování, které vyžadovaly mnoho různých vrstev animace pro každého z klonů. Podle Ala Jeana v dabingu scény, kde je Homer klonován, Matt Groening řekl: „Prostě tam hodíme pár výkřiků.“ a lokátor zvukového archivu Norm je dodal. Efekt vycházející z houpací sítě má připomínat xeroxové světlo. Jednalo se o jeden ze dvou ročníků, kdy se v titulcích neobjevila speciální halloweenská jména zaměstnanců Simpsonových. Al Jean řekl, že některým lidem zabírala jména tolik místa na obrazovce, že výsledkem byla „zelená šmouha“. Na základě všeobecné poptávky byla vrácena zpět. Obrázek Homera škrtícího Homera nadhodil ve scenáristické místnosti jeden ze zvukových komentátorů.
Protože Nancy Kruseová v této epizodě působila jako asistentka režie, režisér David Silverman dostal dostatek času, aby pro epizodu vytvořil vlastní animované pasáže – včetně scény s dědečkem a scény s Frinkem. Byla to jedna z posledních epizod, v níž režíroval i animoval. Scéna, v níž Homerovy klony spadnou do rokle, měla být odkazem na podobnou událost v dílu 2. řady Ďábelský Bart, ale kvůli časovému omezení se od tohoto nápadu upustilo. Při přípravě písňové části David Silverman oslovil seriálového skladatele Alfa Clausena, aby pro tým napsal hudbu, kterou by mohl animovat s předstihem, aby se ujistil, že načasování náběhu a samotné písně funguje. Kevin Curran před natáčením své části zhlédl všechny různé filmové verze Ostrova doktora Moreaua. Scénu, v níž oči požírají ostatní oči ve třetí pasáži, navrhl David Mirkin po společném čtení scénáře. Poté, co si tým uvědomil, že musí ostrov osídlit postavami, narychlo nakreslil mnoho nových návrhů zvířecích ekvivalentů (na základě podobných rysů, jaké měla postava se zvířetem) a poslal je k animaci. Kang a Kodos v této epizodě původně nebyli, ale později byli přidáni, aby se dodržela tradice jejich zařazení, ať už jim byl věnován celá část, nebo malé cameo.

## Kulturní odkazy
The A.V. Club poznamenal: „Epizoda začíná pokusem o vyvolání ducha Maude Flandersové, která byla odražena v (předchozí) velmi propagované epizodě Kdo ví, kdo ovdoví?“. Web také uvádí, že roj sarančat v části Pošlete klony „vděčí za tolik, kolik se jich objevilo ve filmu s Michaelem Keatonem Jako vejce vejci, kolik se jich objevilo ve skutečném světě klonování“.
V davu klonů se v pasáži vedle normálních Homerů objevuje Peter Griffin z Griffinových, Homer s brýlemi a Homer nakreslený ve stejném designu, v jakém se objevil v The Tracey Ullman Show v roce 1987. V souvislosti s výskytem Petera Griffina Skwigly uvádí, že se jedná o „šibalské rýpnutí do podoby obou postav“. Štáb Simpsonových poznamenal, že se jedná o vtip na téma, jak jsou Griffinovi klonem jejich pořadu. Původně měl být druhý vtip zahrnující Griffinovy, ale protože byl pořad dočasně zrušen, štáb Simpsonových do nich nechtěl „kopat, když jsou na dně“, a tak ho vystřihl.
Billy the Kid, Jesse James a Vilém II. Pruský se objevují jako zombie v Právu shnít a děsit. V jednom okamžiku psaní scénáře byl součástí party i John Lennon. Část odkazuje na Jízdu valkýr a filmy Apokalypsa a Dr. Divnoláska aneb Jak jsem se naučil nedělat si starosti a mít rád bombu (scéna ve válečném pokoji).

## Přijetí
Ve Spojených státech díl během premiéry sledovalo 16,7 milionu diváků a setkal se převážně s pozitivními recenzemi. 
Části Pošlete klony a Právo shnít a děsit byly uvedeny na 8., respektive 9. místě v článku The A.V. Clubu s 10 úzkostně reflektujícími halloweenskými částmi Simpsonových, v němž se píše, že „Speciální čarodějnický díl 14. řady je prosycený aktuálními obavami a čerpá inspiraci z novinových titulků“, přičemž část Pošlete klony, v níž se Homer sám naklonuje, „následovala po druhém neúspěšném pokusu amerického Kongresu schválit komplexní zákaz reprodukčního klonování lidí“.
Ostrov doktora Dlahy se objevil v seznamu 11 nejznepokojivějších částí Speciálních čarodějnických dílů, který sestavil web Blastr. Stránka k tomu poznamenala: „Efekt je stejně podivný jako kongresová hala plná chlupáčů hrajících si na Simpsonovy. Scéně smrti krocana profesora Frinka konkuruje pouze děsivá scéna, kdy Homer musí podojit krávokentaura Flanderse.“.
Patrick D. Gaertner ze serveru Puzzled Pagan napsal: „Není to můj nejoblíbenější Speciální čarodějnický díl, ale není špatný. Určitě byly i horší, nicméně ten začátek byl pěkně dráždivý. (…) Část o klonech je hloupá a pitomá, ale má několik solidních gagů, jako například nepovedené klony včetně Petera Griffina. A nebudu lhát, gag s Homerem, který se ptá klonů, jestli znají cestu domů, a pak zastřelí ty, kteří ji znají, je solidním vtipem. Ta kovbojská byla určitě nejslabší ze všech tří, ale byla o. k. Nic, co by se dalo vytknout. A byl v ní Vilém Pruský jako kovboj. A pasáž s doktorem Dlahou je asi má nejoblíbenější, protože si myslím, že cokoli, co odkazuje na tuhle hloupoučkou knížku, je docela zábavné, a byla to pecka vidět všechny ty obyvatele Springfieldu, jak se mění ve zvířecí lidi.“.